# Mandlové kameny

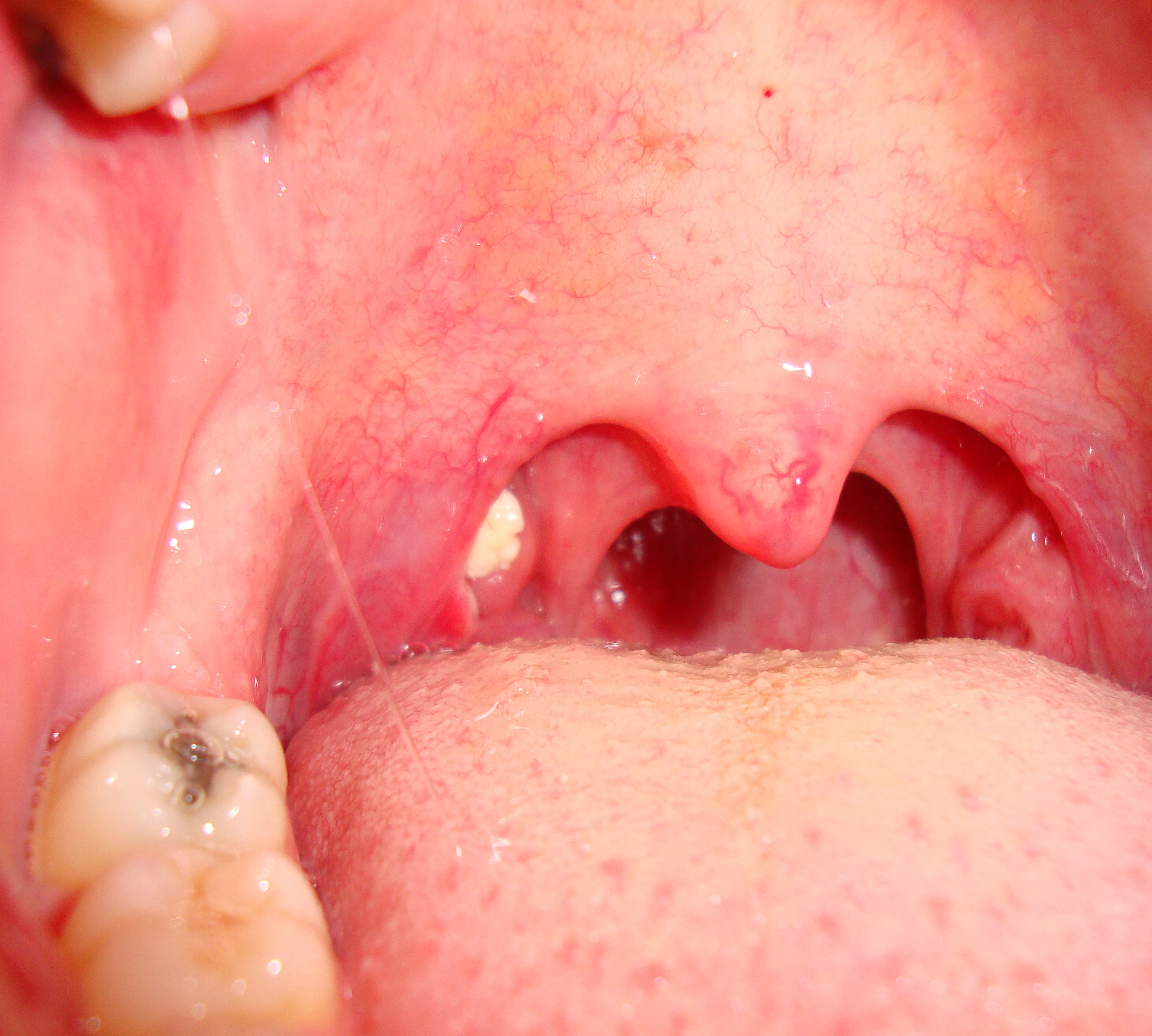
Částečně odhalený mandlový kámen na krčních mandlích

Mandlové kameny jsou mineralizované zbytky bakterií, jídla, hlenu, slin a buněk ve štěrbinách krčních mandlí. Když nejsou mineralizované, přítomnost prostých čepů značí chronickou tonzilitidu. Příznaky mohou zahrnovat zápach z úst, pocit cizího tělesa, bolest v krku, bolest nebo nepohodlí při polykání a kašel. Většinou však žádná bolest nemusí být přítomná, i když pacient může popisovat pocit přítomnosti cizího tělesa v krku. Mandlové kameny mohou být běžným pohledem do úst nezjistitelné, nicméně někteří postižení prohlašují, že vidí bílý kousek v zadní části krku.

## Příznaky
Mandlové kameny nemusí mít žádné příznaky, ale mohou být spojeny se zápachem z úst. Ve skutečnosti mnoho zubařů tvrdí, že mandlové kameny jsou hlavní příčinou špatného dechu u jejich pacientů. Může to být zápach připomínající hnijící vejce. Mandlové kameny se nejčastěji vyskytují u lidí s chronickým zánětem v mandlích.
Občas se může objevit bolest při polykání. Většinou lékaři najdou opravdu velké mandlové kameny náhodně ze zkoumání rentgenových snímků nebo na snímcích výpočetní tomografie. Mezi další příznaky patří kovová pachuť v ústech, pocit staženého krku, záchvaty kašle, svědění v krku a dušení.

## Rizikové faktory a výskyt
Mezi rizikové faktory zahrnujeme opakující se infekce krku. Mandlové kameny obsahují biofilm složený z řady různých bakterií a vápenatých solí, buď samostatně, nebo v kombinaci s jinými minerálními solemi. I když se nejčastěji vyskytují v krční mandlích, mohou se vyskytovat také v adenoidech, nosních mandlích a v párových trubicových mandlích. Hmotnost mandlových kamenů byla zaznamenaná mezi 0,3 až 42 g a obvykle mají malou velikost. Občas se však objevují zprávy o velkých mandlových kamenech. Často jsou objeveny během lékařských vyšetření v oblasti úst a krku z jiných důvodů a v poslední době, kvůli dopadu a vlivu platforem sociálních médií, jako je TikTok, zaznamenali lékaři zvýšený zájem pacientů s mandlovými kameny o jejich ošetření.

## Možnosti léčby a odstraňování
Mandlové kameny jsou obvykle benigní, takže pokud kameny na mandlích pacienta neobtěžují, není nutná žádná léčba. Ve vzácných případech však mandlové kameny způsobují pacientům další komplikace vyžadující jejich chirurgické odstranění. Mandlové kameny, které přesahují průměrnou velikost, jsou obvykle zaznamenány u starších jedinců, protože pravděpodobnost vzniku mandlových kamenů je lineární. Na jejich odstraňování využijte kloktání slané vody a manuální odstraňování. Lze také vyzkoušet chlorhexidin nebo cetylpyridiniumchlorid. Chirurgická léčba může zahrnovat částečné nebo úplné odstranění mandlí. Až 10 % lidí má mandlové kameny, častěji jsou jimi postiženi starší lidé. Mnoho pacientů se rozhodne odstraňovat mandlové kameny samostatně doma ručně nebo s pomocí produktů dentální hygieny. Zubní sprchy se staly běžnou pomůckou pro jejich odstraňování. Mandlové kameny se mohou samy uvolnit při jídle, pití, kloktání a kašli. Kromě toho se může člověk naučit speciální techniku výdechu, která zatřese mandlemi, aby se kameny uvolnily. To zahrnuje vydávání hlasitého neznělého velárního frikativního zvuku v různých výškách, aby se roztřásly nosní i krční mandle.